# シンカイクサウオ
シンカイクサウオ（学名：Pseudoliparis amblystomopsis）は、カサゴ目クサウオ科に属する魚類の一種。

## 形態
深海性カサゴ目のクサウオ科の魚類と共通し、体は柔軟でぶよぶよとしている。頭部は大きいが尾部は尻すぼみで、上から見るとオタマジャクシに似た体型をもつ。
体長は10 - 20センチメートル程度で、最大で全長23.8センチメートルだが、35センチメートルに達する個体もいる。体は淡桃色かつ半透明で、内臓の一部は透けて見える。目は黒くて小さい。

## 分布
水深6,000メートル以深の超深海層に分布し、海溝の海底付近で生活する底生魚である。深海魚の中でもとりわけ深い領域に暮らす種類の一つで、同等の水深からは同じクサウオ科の数種と、ヨミノアシロ（アシロ目）などのわずかな種類が生息することが知られている。
これまでに明らかになっている生息域は太平洋北西部における海溝の深部に限られ、日本海溝および千島海溝の水深6,156 - 7,587メートルの範囲から報告されている。

## 映像記録
イギリスのアバディーン大学と東京大学大気海洋研究所の合同研究チームが2008年に行った調査で、日本海溝の水深7,703メートル地点においてシンカイクサウオの生態映像が撮影された。映像に記録されたシンカイクサウオは計17匹で、餌として設置されたサバに群がるヨコエビを、活発に遊泳しながら捕食する姿が観察された。
水深6,000メートルを越える深海では栄養供給が著しく乏しい上に、極度の低水温と800気圧近い高水圧（指先に小型車一車両分に匹敵する質量の力がかかる）に曝される。このような過酷な環境下で生存を維持するために、海溝深部における深海魚の生息密度および運動性は非常に低いと考えられてきたが、そうではないとされる事で観察者達を驚かせ、新たな謎となった。
本映像はこれらの常識を覆す貴重な資料であるとともに、シンカイクサウオが家族単位の群れを構成し得るような何らかの子育てを行うかもしれないという、新たな可能性を示すことになった。
この映像は魚の撮影では最深記録となったが、2014年にイギリスとアメリカのグループによりマリアナ海溝の8,145メートル地点での調査でクサウオの一種が撮影されたことで、記録が破られた。
2017年4月には中国のグループが水深8,152メートル地点で魚の撮影に成功したと発表したが、同年8月24日には日本の海洋研究開発機構のチームが水深8,178メートル地点で本種の仲間と見られる魚の撮影に成功したと発表した。この魚は2014年のイギリスとアメリカのグループの調査で報告されたもので、マリアナスネイルフィッシュと呼ばれ、2017年に Pseudoliparis swirei Gerringer & Linley, 2017の学名で新種記載された。撮影された数は1匹のみと少なく、浸透圧の関係で魚が生息できる理論的な限界が水深8,200メートルであるという仮説が裏付けられると見られていた。
しかし、2022年8月15日、東京海洋大学と西オーストラリア大学の共同チームが小笠原海溝において、それまでの記録を158mも更新する水深8,336mでの撮影に成功。最も深い場所で撮影された魚の映像として翌2023年4月7日にギネス世界記録の認定を受けた。